# Ceferino Ramírez
Ceferino Ramírez (¿Ciudad de Santa Fe? o ¿San José del Rincón?, Santa Fe, 1837 - Buenos Aires, 13 de noviembre de 1893) fue un marino argentino que luchó contra la Invasión paraguaya de Corrientes y en la guerra de la Triple Alianza. Participó de la Expedición Py a la Patagonia y de la campaña del Bermejo. Fue, junto al contraalmirante Manuel José García Mansilla, uno de los principales impulsores de la adopción del arma de torpedos en la Armada Argentina.

## Biografía
Ceferino Ramírez procedía de un hogar de navegantes de la ribera del río Colastiné y navegando en las embarcaciones de cabotaje de su padre se convirtió en un experto práctico del río Paraná y sus afluentes.
El 15 de abril de 1860 sentó plaza en la escuadra del Estado de Buenos Aires por orden del ministro de Guerra y Marina general Juan Andrés Gelly y Obes y recomendación del sargento mayor de marina Lino Adolfo Neves. El 19 de septiembre de 1861 fue ascendido a subteniente recibiendo el mando de la goleta Alvear.

### Captura delGualeguayy el25 de Mayo
El 4 de febrero de 1862 pasó a prestar servicios en la subdelegación de marina del Riachuelo, hasta que pasó a servir como segundo del vapor Gualeguay. El buque carecía de artillería, su armamento eran unos treinta viejos fusiles y su tripulación se componía sólo del comandante, de Ramírez y unos doce hombres más entre personal de máquina y marinería.
Dado su pésimo estado, pasó a la ciudad de Corrientes para proceder a su completa reparación. Como el río estaba crecido, fue atracado con planchada a tierra frente a la barranca y retirada la cubierta y sus armas, mientras su comandante y la mayor parte de la tripulación pasaba a tierra quedando de guardia Ceferino Ramírez, el condestable Santiago Ortiz, el baqueano José Bar y el grumete.
El 11 de mayo de 1865 el vapor 25 de Mayo fondeó frente a la desembocadura del arroyo Araza, pero, estando en mejores condiciones, mantuvo su armamento (9 cañones) y tripulación (80 hombres), excepto el comandante Carlos Massini (o Mazzin) que se encontraba en tierra.
Alrededor de las 6 de la mañana del 13 de abril de 1865 cinco buques de guerra paraguayos al mando del comandante Pedro Ignacio Meza, los vapores Tacuarí (insignia, José María Martínez), Igurey (Remigio del Rosario Cabral), Paraguary (José Alonso), Marqués de Olinda (Ezequiel Robles) e Iporá (Domingo Antonio Ortiz), con 2500 hombres de desembarco, pasaron ante la ciudad río abajo. Pese a que desde el 25 de Mayo identificaron la orden de cambiar de rumbo y prepararse a combate (el libro de señales era idéntico) el capitán Domingo Olivieri, segundo de a bordo, ordenó previsoramente cargar cañones pero también saludar a la flota paraguaya, la cual si responder viró nuevamente hacia el norte iniciando el ataque a las naves argentinas.
Mientras la mayor parte de los agresores se concentraban en el 25 de Mayo, el Olinda se encargó de reducir y poner a flote al Gualeguay, lo que consiguió con dificultad ante la resistencia de Ramírez y sus hombres.
El Igurey, con 300 hombres de tropa, consiguió abordar al 25 de Mayo. Muchos tripulantes y tres oficiales se arrojaron al agua, donde la mayoría pereció ahogado o fusilado por los paraguayos y sólo seis pudieron huir a nado. Mientras seguía la matanza el capitán Cabral consiguió salvar de sus hombres a los oficiales argentinos sobrevivientes empujándolos a su buque. En total, 49 hombres fueron tomados prisioneros.
Finalmente, los buques fueron remolcados hacia el Paraguay, tras algunos disparos sobre la población por parte del Paraguary. Poco después, las fuerzas paraguayas ocupaban Corrientes. El parte decía "sólo me resta recomendar a la consideración del Superior Gobierno al subteniente Ramírez, que en este desgraciado suceso ha llenado cumplidamente su deber".

### Guerra del Paraguay
Consiguiendo evitar la captura, Ramírez se reintegró a su armada y a bordo del vapor Pavón participó de la expedición que al mando del general Wenceslao Paunero atacó a las fuerzas paraguayas el 25 de mayo de ese año. El 8 de junio fue ascendido a alférez de navío.
Iniciada ya la guerra, tuvo el mando de varios transportes. Estuvo a bordo del Chacabuco, Libertad y Gualeguay. 
Retirado del frente, en 1869 al mando del vapor Choele Choel participó de la expedición al mando de Clodomiro Uturbey a la isla de Choele Choel, siendo el primer barco a vapor en remontar el río Negro.

### Campañas de Entre Ríos
El 12 de marzo de 1872 fue promovido a sargento mayor y obtuvo una medalla de oro por la guerra del Paraguay.
Estuvo al mando del General Brown, con el que condujo un regimiento de artillería a Bahía Blanca y tomó parte de la represión de la primera revolución jordanista, campaña que continuó desde el Gualeguay. Al mando del Coronel Espora y del Pampa efectuó la campaña contra la rebelión en Entre Ríos de 1873.
Encontrándose al mando de la cañonera Paraná, el 22 de mayo de 1874 fue ascendido a teniente coronel graduado. Ese año se mantuvo leal al gobierno durante la revolución de 1874 liderada por Bartolomé Mitre, lo que le valió ser detenido junto a sus colaboradores los tenientes José Montero y Valentín Feilberg y deportado a la isla de San Gabriel frente a Colonia, mientras la Paraná era incorporada a las fuerzas rebeldes.
Al desconfiar el gobierno de su participación en el hecho, Ramírez solicitó una simple plaza de voluntario en la cañonera Uruguay al mando de Bartolomé Cordero para así combatir para rendir su antigua nave y eliminar toda duda sobre su lealtad. Comprobada ésta, el ministro de Guerra y Marina Adolfo Alsina lo reintegró a sus funciones.

### Carrera posterior
Ocurrida la explosión del vapor depósito torpedero Fulminante (parte de la Escuadra de Sarmiento) en el apostadero del Río Luján en 1877, Ramírez dispuso oportunamente el retiro de todos los demás barcos de la escuadra allí fondeados obteniendo el reconocimiento público y una medalla de la legislatura provincial por su rapidez y previsión.
Poco después fue puesto al mando del acorazado Los Andes, a bordo del cual alzó su insignia el comodoro Luis Py rumbo a la expedición destinada a reafirmar la soberanía argentina en los territorios del sur, junto a la bombardera Constitución (Juan Cabassa) y la cañonera Uruguay (Martín Guerrico, sede de la Escuela Naval).
Al mando del vapor Villarino fue el encargado de repatriar los restos del general José de San Martín, arribando a Buenos Aires el 28 de mayo de 1880.
Durante la revolución de 1880 se mantuvo nuevamente leal a las autoridades y el 30 de septiembre fue ascendido a capitán de navío y destinado a Europa.
En 1881, al mando de la torpedera Maipú, cargó en Fiume torpedos Whitehead de 400 metros de alcance, y en ocasión de efectuar una prueba en mar encrespado recibió las felicitaciones de numerosos observadores extranjeros poniendo "en alto el nombre de nuestra naciente marina", como observaría el ministro argentino Manuel R.García. En ese viaje remolcó la torpedera Py de Inglaterra a Fiume y desde ese puerto a Buenos Aires, más de 12000 millas náuticas en 53 días, una hazaña para la época.
A su regreso fue designado jefe de la división de torpedos establecida en río Luján. En 1884 fue enviado a la campaña al Chaco Austral comandada por el ministro de guerra y marina del presidente Julio Argentino Roca, general Benjamín Victorica, al mando de la Maipú. En esa campaña estuvo al frente de una de las dos escuadrillas de naves de poco calado destinada a recorrer el río Bermejo, compuesta por el Talita y la Maipú, dado que el vapor Tacurú encalló por su gran calado.
Fue designado posteriormente vocal de la Comisión Inspectora de la Armada, del Consejo de Guerra y de la Junta Superior de Marina. En diciembre de 1889 se lo comisionó a Europa para vigilar la construcción del crucero 25 de Mayo, cuyo comando ejerció hasta su llegada a Buenos Aires en 1892.
El 27 de septiembre de 1891 había sido ascendido a comodoro. 
Puesto al frente de los arsenales y talleres Navales del Tigre, falleció encontrándose en la Escuela Naval Militar de Palermo el 13 de noviembre de 1893. Sus restos descansan en el Panteón del Centro Naval.
Estaba casado con Irene Salva, quien falleció poco después, el 21 de enero de 1894 en Paraná.